# 四半期報告書
四半期報告書（しはんきほうこくしょ）は、金融商品取引法で規定されている四半期毎の企業内容の外部への開示資料である。

## 根拠法令
- 提出根拠法令：金融商品取引法 第24条の4の7
- 提出様式及び内容の根拠：企業内容等の開示に関する内閣府令 第17条の15

## 四半期報告書提出の義務
そもそも、四半期報告書制度は、適時開示ルールに基づく上場会社の「四半期決算の概要」（連結決算情報が主）に端を発し、これが金融商品取引法により法定された。

　四半期報告書は、有価証券報告書を提出しなければならない会社のうち、上場会社等でその事業年度が3月を超える場合に、当該事業年度の期間を3月ごとに区分した各期間ごとに、毎四半期末日から45日以内に提出する義務を負う。

　四半期報告書の意義は、従来、有価証券報告書・半期報告書のみで開示されていた会社情報を、変化の著しい現在の状況に鑑み、間隔を狭めて開示することを上場会社等に求めることにあるといえる。

## 報告書の内容
年次報告の意味を有する有価証券報告書の記載内容を、四半期ごとに補完する目的で四半期報告書は上場会社等の迅速な会社情報を開示するため、連結財務諸表に関する決算情報が主な内容となっており、連結財務諸表作成会社の場合には、個別財務諸表の開示は求められていない。
1. 企業情報
  1. 企業の概況
    1. 主要な経営指標等の推移
    2. 事業の内容
    3. 関係会社の状況

  2. 事業の状況
    1. 生産及び販売の状況
    2. 経営上の重要な契約等
    3. 財政状態、経営成績及びキャッシュ・フローの状況の分析

  3. 設備の状況
  4. 提出会社の状況
    1. 株式等の状況
    2. 株価の推移
    3. 役員の状況

  5. 経理の状況
    1. 四半期連結財務諸表
      1. 四半期連結貸借対照表
      2. 四半期連結損益計算書
      3. 四半期連結キャッシュ・フロー計算書

    2. その他
2. 提出会社の保証会社等の情報
3. 四半期レビュー報告書

報告書は、金融庁の電子開示・提出システムEDINETを通じて電子提出することが義務づけられており、同庁が設置したウェブサーバ経由での縦覧ができるほか、財務局や証券取引所、場合によっては提出会社のウェブサイトにPDFファイルの形で登録してあることもある。

## 開示期間
3年間、公衆の縦覧に供される。

## 虚偽記載
- 課徴金：
- 刑事罰：5年以下の懲役もしくは500万円以下の罰金またはこれらの併科（同法197条の2）。

## Form 10-Q
アメリカ合衆国において、四半期報告書に相当する書類をForm 10-Q（英語）という。これは、証券取引委員会に提出される。